# HC Oceláři Třinec v české hokejové extralize 2022/2023
Sezóna 2022/2023 je 28. sezónou Třince v české extralize. Hlavním trenérem je Zdeněk Moták.

## Za Třinec v roce 2022/2023 hráli
| Brankář | Marek Mazanec     | 18. července 1991 (33 let)  |  |                                                                       |
| Brankář | Ondřej Kacetl     | 15. října 1990 (34 let)     |  |                                                                       |
| Brankář | Lukáš Daneček     | 9. března 1988 (36 let)     |  |                                                                       |
| Obránce | Marian Adámek     | 2. října 1997 (27 let)      |  |                                                                       |
| Obránce | Milan Doudera     | 1. ledna 1993 (32 let)      |  |                                                                       |
| Obránce | Jan Jaroměřský    | 10. září 1988 (36 let)      |  | odchod z HC Škoda Plzeň                                               |
| Obránce | Lukáš Kaňák       | 5. března 1991 (33 let)     |  | příchod z HC Škoda Plzeň                                              |
| Obránce | Martin Marinčin   | 18. února 1992 (33 let)     |  |                                                                       |
| Obránce | Kārlis Čukste     | 17. června 1997 (27 let)    |  | příchod z Pelicans (Finsko)                                           |
| Obránce | Jan Zahradníček   | 13. srpna 1996 (28 let)     |  |                                                                       |
| Obránce | Jakub Jeřábek     | 12. května 1991 (33 let)    |  | příchod z HK Spartak Moskva                                           |
| Obránce | Vladimír Roth     | 25. června 1990 (34 let)    |  | příchod z HC Slavia Praha první zápas 8.1.2023                        |
| Obránce | Adam Smith        | 6. listopadu 1996 (28 let)  |  | příchod z Wilkes-Barre/Scranton Penguins AHL                          |
| Obránce | Štěpán Havránek   | 15. července 1997 (27 let)  |  |                                                                       |
| Útočník | Aron Chmielewski  | 9. října 1991 (33 let)      |  |                                                                       |
| Útočník | Daniel Voženílek  | 10. února 1996 (29 let)     |  | příchod z HC Motor České Budějovice                                   |
| Útočník | Michal Ramik      | 7. března 2003 (21 let)     |  |                                                                       |
| Útočník | Miloš Roman       | 6. listopadu 1999 (25 let)  |  |                                                                       |
| Útočník | Erik Hrňa         | 25. června 1988 (36 let)    |  |                                                                       |
| Útočník | Vladimír Dravecký | 3. června 1985 (39 let)     |  |                                                                       |
| Útočník | Tomáš Marcinko    | 11. dubna 1988 (36 let)     |  |                                                                       |
| Útočník | Martin Růžička    | 15. prosince 1985 (39 let)  |  | Po dobu zranění Petra Vrána byl zástupcem kapitána -                  |
| Útočník | Patrik Hrehorčák  | 18. března 1999 (25 let)    |  |                                                                       |
| Útočník | Petr Vrána        | 25. března 1985 (39 let)    |  | První zápas v sezoně (po zranění) 19.2.2023 proti Litvínovu Kapitán - |
| Útočník | Andrej Nestrašil  | 22. února 1991 (34 let)     |  |                                                                       |
| Útočník | Daniel Kurovský   | 4. března 1998 (26 let)     |  |                                                                       |
| Útočník | Marko Daňo        | 30. listopadu 1994 (30 let) |  |                                                                       |
| Útočník | Libor Hudáček     | 7. září 1990 (34 let)       |  | příchod z HK Dinamo Minsk                                             |
| Útočník | Samuel Buček      | 19. prosince 1998 (26 let)  |  | příchod z CHK Neftěchimik Nižněkamsk                                  |
| Útočník | Vladimír Svačina  | 28. dubna 1987 (37 let)     |  | (střídavý start)                                                      |
| Útočník | Jakub Doktor      | 18. června 1997 (27 let)    |  |                                                                       |
| Útočník | Oskar Haas        | 21. července 2003 (21 let)  |  |                                                                       |
| Útočník | Miroslav Holinka  | 10. listopadu 2005 (19 let) |  |                                                                       |
| Trenéři - Zdeněk Moták příchod z HC Olomouc , Vladimír Országh příchod z HC Verva Litvínov, Jaroslav Kameš (trenér brankářů) |                   |                             |  |                                                                       |

## Odchody před sezonou
- David Musil do HC Dynamo Pardubice
- Tomáš Kundrátek do HC Kometa Brno
- Michal Kovařčík do Mikkelin Jukurit (Finsko)
- Ondřej Kovařčík do Mikkelin Jukurit (Finsko)
- David Kofroň do HC Energie Karlovy Vary
- Daniel Krenželok do HC Vítkovice Ridera

## Přípravné zápasy před sezonou
- 9.8.2022 HC Vítkovice Ridera  - HC Oceláři Třinec 2:1 PP (0:0, 1:0, 0:1 - 1:0)
- 11.8.2022 HC Frýdek-Místek - HC Oceláři Třinec	 2:4 (1:0, 0:4, 1:0)
- 16.8.2022 HC Oceláři Třinec - HC Olomouc 3:4 (2:1, 1:2, 0:1)
- 25.8.2022 HC Oceláři Třinec - HC Slovan Bratislava	2:1 (0:0, 2:0, 0:1)

## Základní část
| Kolo | Datum      | Domácí                    | Výsledek | Hosté                     | Třetiny                     | Zápis                  |
| ---- | ---------- | ------------------------- | -------- | ------------------------- | --------------------------- | ---------------------- |
| 1.   | 16.9.2022  | Třinec                    | 0 : 2    | HC Motor České Budějovice | (0:2, 0:0, 0:0)             | Zdeas                  |
| 2.   | 18.9.2022  | HC Dynamo Pardubice       | 4 : 3 PP | Třinec                    | (2:2, 0:1, 1:0 - 1:0)       | Zde                    |
| 3.   | 23.9.2022  | Třinec                    | 1 : 2    | HC Energie Karlovy Vary   | (0:1, 1:1, 0:0)             | Zde                    |
| 4.   | 25.9.2022  | Třinec                    | 3 : 5    | HC Vítkovice Ridera       | (1:1, 2:1, 0:3)             | Zde                    |
| 5.   | 27.9.2022  | HC Kometa Brno            | 2 : 4    | Třinec                    | (1:1, 0:0, 1:3)             | Zde                    |
| 6.   | 29.9.2022  | Rytíři Kladno             | 1 : 2    | Třinec                    | (1:0, 0:1, 0:1)             | Zde                    |
| 7.   | 2.10.2022  | Třinec                    | 3 : 4 PP | Bílí Tygři Liberec        | (1:1, 1:1, 1:1 - 0:1)       | Zde                    |
| 9.   | 9.10.2022  | Třinec                    | 4 : 1    | HC Verva Litvínov         | (3:0, 0:0, 1:1)             | Zde                    |
| 10.  | 14.10.2022 | Třinec                    | 3 : 2    | HC Škoda Plzeň            | (1:1, 2:0, 0:1)             | Zde                    |
| 11.  | 16.10.2022 | Třinec                    | 4 : 2    | HC Sparta Praha           | (0:0, 2:2, 2:0)             | Zde                    |
| 13.  | 21.10.2022 | BK Mladá Boleslav         | 2 : 3 PP | Třinec                    | (0:2, 2:0, 0:0 - 0:1)       | Zde                    |
| 14.  | 23.10.2022 | HC Motor České Budějovice | 3 : 2 SN | Třinec                    | (0:0, 1:1, 1:1 - 0:0 - 1:0) | Zde                    |
| 15.  | 27.10.2022 | Třinec                    | 2 : 3    | HC Dynamo Pardubice       | (1:0, 0:3, 1:0)             | Zde                    |
| 16.  | 30.10.2022 | HC Energie Karlovy Vary   | 2 : 6    | Třinec                    | (1:2, 1:0, 0:4)             | Zde                    |
| 17.  | 2.11.2022  | Třinec                    | 1 : 2 SN | HC Vítkovice Ridera       | (1:0, 0:1, 0:0 - 0:1)       | Zde                    |
| 19.  | 6.11.2022  | Třinec                    | 8 : 0    | Rytíři Kladno             | (2:0, 4:0, 2:0)             | Zde                    |
| 37.  | 16.11.2022 | Třinec                    | 2 : 1    | HC Sparta Praha           | (2:0, 0:0, 0:1)             | Zde                    |
| 20.  | 18.11.2022 | Bílí Tygři Liberec        | 1 : 4    | Třinec                    | (0:1, 0:2, 1:1)             | Zde                    |
| 21.  | 20.11.2022 | Třinec                    | 4 : 1    | Mountfield HK             | (2:0, 1:0, 1:1)             | Zde                    |
| 12.  | 22.11.2022 | Třinec                    | 2 : 3    | HC Olomouc                | (0:0, 1:1, 1:2)             | Zde                    |
| 22.  | 25.11.2022 | HC Verva Litvínov         | 1 : 2 PP | Třinec                    | (0:0, 1:1, 0:0 - 0:1)       | Zde                    |
| 23.  | 27.11.2022 | HC Škoda Plzeň            | 2 : 1    | Třinec                    | (0:1, 1:0, 1:0)             | Zde                    |
| 24.  | 29.11.2022 | HC Sparta Praha           | 1 : 0    | Třinec                    | (0:0, 0:0, 1:0)             | Zde                    |
| 25.  | 2.12.2022  | HC Olomouc                | 4 : 2    | Třinec                    | (0:1, 0:0, 4:1)             | Zde                    |
| 26.  | 4.12.2022  | Třinec                    | 3 : 0    | BK Mladá Boleslav         | (1:0, 0:0, 2:0)             | Zde                    |
| 27.  | 9.12.2022  | Třinec                    | 2 : 3 SN | HC Motor České Budějovice | (1:0, 1:1, 0:1 – 0:0)       | Zde                    |
| 28.  | 11.12.2022 | HC Dynamo Pardubice       | 0 : 3    | Třinec                    | (0:1, 0:0, 0:2)             | Zde                    |
| 29.  | 20.12.2023 | Třinec                    | 4 : 2    | HC Energie Karlovy Vary   | (1:0, 2:0, 1:2)             | Zde                    |
| 30.  | 22.12.2022 | HC Vítkovice Ridera       | 1 : 2    | Třinec                    | (0:1, 0:1, 1:0)             | Zde                    |
| 31.  | 26.12.2022 | Třinec                    | 7 : 2    | HC Kometa Brno            | (3:0, 3:1, 1:1)             | Zde                    |
| 32.  | 28.12.2022 | Rytíři Kladno             | 4 : 3    | Třinec                    | (1:1, 2:2, 1:0)             | Zde                    |
| 33.  | 30.12.2022 | Třinec                    | 6 : 3    | Bílí Tygři Liberec        | (1:0, 1:1, 4:2)             | Zde                    |
| 34.  | 3.1.2023   | Mountfield HK             | 2 : 3 PP | Třinec                    | (2:0, 0:1, 0:1 - 0:1)       | Zde                    |
| 35.  | 6.1.2023   | Třinec                    | 3 : 2 PP | HC Verva Litvínov         | (2:1, 0:0, 0:1 – 1:0)       | Zde                    |
| 36.  | 8.1.2023   | Třinec                    | 6 : 1    | HC Škoda Plzeň            | (3:0, 3:0, 0:1)             | Zde                    |
| 18.  | 13.1.2023  | Třinec                    | 6 : 1    | HC Kometa Brno            | (1:0, 3:0, 2:1)             | Zde hráno v Bratislavě |
| 38.  | 17.1.2023  | Třinec                    | 1 : 3    | HC Olomouc                | (0:2, 0:0, 1:1)             | Zde                    |
| 39.  | 20.1.2023  | BK Mladá Boleslav         | 1 : 0    | Třinec                    | (0:0, 0:0, 1:0)             | Zde                    |
| 40.  | 22.1.2023  | HC Motor České Budějovice | 3 : 2    | Třinec                    | (1:1, 2:0, 0:1)             | Zde                    |
| 41.  | 24.1.2023  | Třinec                    | 0 : 4    | HC Dynamo Pardubice       | (0:0, 0:1, 0:3)             | Zde                    |
| 42.  | 27.1.2023  | HC Energie Karlovy Vary   | 4 : 1    | Třinec                    | (0:0, 2:0, 2:1)             | Zde                    |
| 43.  | 31.1.2023  | HC Vítkovice Ridera       | 1 : 2    | Třinec                    | (0:1, 1:1, 0:0)             | Zde                    |
| 44.  | 3.2.2023   | HC Kometa Brno            | 5 : 1    | Třinec                    | (2:0, 1:1, 2:0)             | Zde                    |
| 45.  | 5.2.2023   | Třinec                    | 5 : 4    | Rytíři Kladno             | (2:1, 1:2, 2:1)             | Zde                    |
| 8.   | 13.2.2023  | Mountfield HK             | 4 : 3    | Třinec                    | (2:2, 0:0, 2:1)             | Zde                    |
| 46.  | 15.2.2023  | Bílí Tygři Liberec        | 3 : 2 PP | Třinec                    | (1:0, 0:2, 1:0 - 1:0)       | Zde                    |
| 47.  | 17.2.2023  | Třinec                    | 1 : 2    | Mountfield HK             | (0:0, 1:0, 0:2)             | Zde                    |
| 48.  | 19.2.2023  | HC Verva Litvínov         | 4 : 3 PP | Třinec                    | (0:2, 2:0, 1:1 – 1:0)       | Zde                    |
| 49.  | 24.2.2023  | HC Škoda Plzeň            | 4 : 5 PP | Třinec                    | (0:0, 2:3, 2:1 - 0:1)       | Zde                    |
| 50.  | 26.2.2023  | HC Sparta Praha           | 4 : 2    | Třinec                    | (3:1, 0:0, 1:1)             | Zde                    |
| 51.  | 3.3.2023   | HC Olomouc                | 0 : 5    | Třinec                    | (0:3, 0:0, 0:2)             | Zde                    |
| 52.  | 5.3.2023   | Třinec                    | 2 : 3    | BK Mladá Boleslav         | (2:1, 0:1, 0:1)             | Zde                    |

## Play-off -Sezona 2022 / 2023
|  | Předkolo | Předkolo       | Předkolo       |         |   | Čtvrtfinále | Čtvrtfinále | Čtvrtfinále |  |   | Semifinále | Semifinále | Semifinále |  |   | Finále | Finále | Finále |
|  |          |                |                |         |   |             |             |             |  |   |            |            |            |  |   |        |        |        |
|  |          |                |                |         |   |             |             |             |  |   |            |            |            |  |   |        |        |        |
|  |          | 1              | Pardubice      | 4       |   |             |             |             |  |   |            |            |            |  |   |        |        |        |
|  |          |                |                | 4       |   |             |             |             |  |   |            |            |            |  |   |        |        |        |
|  |          |                | 8              | Olomouc | 0 |             |             |             |  |   |            |            |            |  |   |        |        |        |
|  | 8        | Olomouc        | 8              | Olomouc | 0 | 3           |             |             |  |   |            |            |            |  |   |        |        |        |
|  | 8        | Olomouc        |                |         |   | 3           |             |             |  |   |            |            |            |  |   |        |        |        |
|  | 9        | Karlovy Vary   | 1              |         |   |             |             |             |  |   |            |            |            |  |   |        |        |        |
|  | 9        | Karlovy Vary   | 1              |         |   |             |             |             |  | 1 | Pardubice  | 3          |            |  |   |        |        |        |
|  |          |                |                |         |   |             |             |             |  | 1 | Pardubice  | 3          |            |  |   |        |        |        |
|  |          | 6              | Třinec         | 4       |   |             |             |             |  |   |            |            |            |  |   |        |        |        |
|  |          | 6              | Třinec         | 4       |   |             |             |             |  |   |            |            |            |  |   |        |        |        |
|  |          |                |                |         |   |             |             |             |  |   |            |            |            |  |   |        |        |        |
|  |          |                |                |         |   |             |             |             |  |   |            |            |            |  |   |        |        |        |
|  |          | 3              | Sparta Praha   | 2       |   |             |             |             |  |   |            |            |            |  |   |        |        |        |
|  |          |                |                | 2       |   |             |             |             |  |   |            |            |            |  |   |        |        |        |
|  |          |                | 6              | Třinec  | 4 |             |             |             |  |   |            |            |            |  |   |        |        |        |
|  | 6        | Třinec         | 6              | Třinec  | 4 | 3           |             |             |  |   |            |            |            |  |   |        |        |        |
|  | 6        | Třinec         |                |         |   | 3           |             |             |  |   |            |            |            |  |   |        |        |        |
|  | 11       | Litvínov       | 0              |         |   |             |             |             |  |   |            |            |            |  |   |        |        |        |
|  | 11       | Litvínov       | 0              |         |   |             |             |             |  |   |            |            |            |  | 6 | Třinec | 4      |        |
|  |          |                |                |         |   |             |             |             |  |   |            |            |            |  | 6 | Třinec | 4      |        |
|  |          | 4              | Hradec Králové | 2       |   |             |             |             |  |   |            |            |            |  |   |        |        |        |
|  |          | 4              | Hradec Králové | 2       |   |             |             |             |  |   |            |            |            |  |   |        |        |        |
|  |          |                |                |         |   |             |             |             |  |   |            |            |            |  |   |        |        |        |
|  |          |                |                |         |   |             |             |             |  |   |            |            |            |  |   |        |        |        |
|  |          | 2              | Vítkovice      | 4       |   |             |             |             |  |   |            |            |            |  |   |        |        |        |
|  |          |                |                | 4       |   |             |             |             |  |   |            |            |            |  |   |        |        |        |
|  |          |                | 7              | Brno    | 2 |             |             |             |  |   |            |            |            |  |   |        |        |        |
|  | 7        | Brno           | 7              | Brno    | 2 | 3           |             |             |  |   |            |            |            |  |   |        |        |        |
|  | 7        | Brno           |                |         |   | 3           |             |             |  |   |            |            |            |  |   |        |        |        |
|  | 10       | Mladá Boleslav | 1              |         |   |             |             |             |  |   |            |            |            |  |   |        |        |        |
|  | 10       | Mladá Boleslav | 1              |         |   |             |             |             |  | 2 | Vítkovice  | 3          |            |  |   |        |        |        |
|  |          |                |                |         |   |             |             |             |  | 2 | Vítkovice  | 3          |            |  |   |        |        |        |
|  |          | 4              | Hradec Králové | 4       |   |             |             |             |  |   |            |            |            |  |   |        |        |        |
|  |          | 4              | Hradec Králové | 4       |   |             |             |             |  |   |            |            |            |  |   |        |        |        |
|  |          |                |                |         |   |             |             |             |  |   |            |            |            |  |   |        |        |        |
|  |          |                |                |         |   |             |             |             |  |   |            |            |            |  |   |        |        |        |
|  |          | 4              | Hradec Králové | 4       |   |             |             |             |  |   |            |            |            |  |   |        |        |        |
|  |          |                |                | 4       |   |             |             |             |  |   |            |            |            |  |   |        |        |        |
|  |          |                | 5              | Liberec | 1 |             |             |             |  |   |            |            |            |  |   |        |        |        |
|  | 5        | Liberec        | 5              | Liberec | 1 | 3           |             |             |  |   |            |            |            |  |   |        |        |        |
|  | 5        | Liberec        |                |         |   | 3           |             |             |  |   |            |            |            |  |   |        |        |        |
|  | 12       | Plzeň          | 2              |         |   |             |             |             |  |   |            |            |            |  |   |        |        |        |

### Čtvrtfinále

#### HC Sparta Praha (3.) – HC Oceláři Třinec (6.)
| 19. března 2023 14:00 | HC Sparta Praha | 3 : 2 (2:0, 1:0, 0:2) | HC Oceláři Třinec | O2 arena, Libeň Návštěvnost: 13 250 |  |

| Report | |                     | |                                                                         |
| Jakub Kovář | Jakub Kovář | Brankáři            | Marek Mazanec                                                                                              | Rozhodčí: Jan Hribik Luděk Pilný Čároví: Tomáš Brejcha Miroslav Lhotský |
| 11:29' Ostap Safin (Gustaf Thorell) 14:23' Olavi Vauhkonen (David Tomášek, Pavel Kousal) 25:13' Pavel Kousal (Jakub Krejčík) | 11:29' Ostap Safin (Gustaf Thorell) 14:23' Olavi Vauhkonen (David Tomášek, Pavel Kousal) 25:13' Pavel Kousal (Jakub Krejčík) | 1:0 2:0 3:0 3:1 3:2 | 43:15' Martin Růžička (Tomáš Marcinko, Andrej Nestrašil) 53:37' Tomáš Marcinko (Marko Daňo, Marian Adámek) | Rozhodčí: Jan Hribik Luděk Pilný Čároví: Tomáš Brejcha Miroslav Lhotský |
| 6 min | 6 min | Tresty              | 4 min | Rozhodčí: Jan Hribik Luděk Pilný Čároví: Tomáš Brejcha Miroslav Lhotský |
| 27 | 27 | Střely              | 34 | Rozhodčí: Jan Hribik Luděk Pilný Čároví: Tomáš Brejcha Miroslav Lhotský |

| 20. března 2023 19:00 | HC Sparta Praha | 2 : 3 PP (1:1, 1:0, 0:1 — 0:1) | HC Oceláři Třinec | O2 arena, Libeň Návštěvnost: 12 312 |  |

| Report                                                                                |                                                                                       |                     | |                                                                   |
| Jakub Kovář                                                                           | Jakub Kovář                                                                           | Brankáři            | Ondřej Kacetl | Rozhodčí: Matěj Sýkora Adam Kika Čároví: Lukáš Rampír Šimon Synek |
| David Kaše (Pavel Kousal) 13:14' Vladimír Sobotka (Roman Horák, Michal Kempný) 33:20' | David Kaše (Pavel Kousal) 13:14' Vladimír Sobotka (Roman Horák, Michal Kempný) 33:20' | 1:0 1:1 2:1 2:2 2:3 | 18:59' Libor Hudáček (Jakub Jeřábek, Andrej Nestrašil) 48:12' Libor Hudáček (Andrej Nestrašil) 67:34' David Voženílek (Erik Hrňa) | Rozhodčí: Matěj Sýkora Adam Kika Čároví: Lukáš Rampír Šimon Synek |
| 8 min                                                                                 | 8 min                                                                                 | Tresty              | 4 min | Rozhodčí: Matěj Sýkora Adam Kika Čároví: Lukáš Rampír Šimon Synek |
| 36                                                                                    | 36                                                                                    | Střely              | 36 | Rozhodčí: Matěj Sýkora Adam Kika Čároví: Lukáš Rampír Šimon Synek |

| 23. března 2023 17:00 | HC Oceláři Třinec | 2 : 4 (1:1, 1:2, 0:1) | HC Sparta Praha | Werk Arena, Třinec Návštěvnost: 5 400 (vyprodáno) |  |

| Report | |                         | |                                                                    |
| Ondřej Kacetl                                                                                                 | Ondřej Kacetl                                                                                                 | Brankáři                | Jakub Kovář | Rozhodčí: Jan Hribik Luděk Pilný Čároví: Lukáš Rampír Michal Axman |
| Marian Adámek (Aron Chmielewski, Vladimír Dravecký) 19:21' Tomáš Marcinko (Martin Růžička, Marko Daňo) 22:50' | Marian Adámek (Aron Chmielewski, Vladimír Dravecký) 19:21' Tomáš Marcinko (Martin Růžička, Marko Daňo) 22:50' | 0:1 1:1 1:2 2:2 2:3 2:4 | 09:03' Roman Horák 22:34' Vladimír Sobotka (Michal Moravčík, Michal Řepík) 35:05' Michal Kempný (Vladimír Sobotka, David Kaše) 59:59' David Tomášek (do prázdné branky) | Rozhodčí: Jan Hribik Luděk Pilný Čároví: Lukáš Rampír Michal Axman |
| 7 min | 7 min | Tresty                  | 30 min | Rozhodčí: Jan Hribik Luděk Pilný Čároví: Lukáš Rampír Michal Axman |
| 32 | 32 | Střely                  | 29 | Rozhodčí: Jan Hribik Luděk Pilný Čároví: Lukáš Rampír Michal Axman |

| 24. března 2023 19:00 | HC Oceláři Třinec | 3 : 1 (1:1, 0:0, 2:0) | HC Sparta Praha | Werk Arena, Třinec Návštěvnost: 5 400 (vyprodáno) |  |

| Report | |                 |                                                     |                                                                       |
| Ondřej Kacetl | Ondřej Kacetl | Brankáři        | Jakub Kovář                                         | Rozhodčí: Adam Kika Peter Stano Čároví: Miroslav Lhotský Jiří Svoboda |
| Martin Marinčin (Lukáš Kaňák, Tomáš Marcinko) 00:42' Daniel Voženílek (Lukáš Kaňák, Jakub Jeřábek) 47:50' Jakub Jeřábek (Daniel Voženílek, do prázdné branky) 59:18' | Martin Marinčin (Lukáš Kaňák, Tomáš Marcinko) 00:42' Daniel Voženílek (Lukáš Kaňák, Jakub Jeřábek) 47:50' Jakub Jeřábek (Daniel Voženílek, do prázdné branky) 59:18' | 1:0 1:1 2:1 3:1 | 15:23' Roman Horák (Michal Řepík, Vladimír Sobotka) | Rozhodčí: Adam Kika Peter Stano Čároví: Miroslav Lhotský Jiří Svoboda |
| 29 min | 29 min | Tresty          | 6 min                                               | Rozhodčí: Adam Kika Peter Stano Čároví: Miroslav Lhotský Jiří Svoboda |
| 18 | 18 | Střely          | 40                                                  | Rozhodčí: Adam Kika Peter Stano Čároví: Miroslav Lhotský Jiří Svoboda |

| 26. března 2023 16:30 | HC Sparta Praha | 0 : 3 (0:1, 0:0, 0:2) | HC Oceláři Třinec | O2 arena, Libeň Návštěvnost: 14 117 |  |

| Report      |             |             | |                                                                    |
| Jakub Kovář | Jakub Kovář | Brankáři    | Ondřej Kacetl | Rozhodčí: Jan Hribik Daniel Pražák Čároví: Josef Špůr Petr Šimánek |
|             |             | 0:1 0:2 0:3 | 19:13' Martin Růžička (Daniel Voženílek, Marko Daňo) 57:30' Daniel Kurovský (Daniel Voženílek, do prázdné branky) 58:57' Marko Daňo (Martin Růžička, do prázdné branky) | Rozhodčí: Jan Hribik Daniel Pražák Čároví: Josef Špůr Petr Šimánek |
| 27 min      | 27 min      | Tresty      | 12 min | Rozhodčí: Jan Hribik Daniel Pražák Čároví: Josef Špůr Petr Šimánek |
| 32          | 32          | Střely      | 12 | Rozhodčí: Jan Hribik Daniel Pražák Čároví: Josef Špůr Petr Šimánek |

| 28. března 2023 17:00 | HC Oceláři Třinec | 5 : 1 (1:0, 1:0, 3:1) | HC Sparta Praha | Werk Arena, Třinec Návštěvnost: 5 400 (vyprodáno) |  |

| Report | |                         |                                     |                                                                           |
| Ondřej Kacetl | Ondřej Kacetl | Brankáři                | Jakub Kovář                         | Rozhodčí: Antonín Jeřábek Jakub Šindel Čároví: Michal Axman Jiří Ondráček |
| Vladimír Dravecký (Tomáš Marcinko) 07:23' Tomáš Marcinko (Martin Růžička) 23:03' Libor Hudáček (Martin Marinčin, Ondřej Kacetl) 47:49' Tomáš Marcinko (Martin Růžička, Jakub Jeřábek) 50:54' Martin Růžička (do prázdné branky) 57:27' | Vladimír Dravecký (Tomáš Marcinko) 07:23' Tomáš Marcinko (Martin Růžička) 23:03' Libor Hudáček (Martin Marinčin, Ondřej Kacetl) 47:49' Tomáš Marcinko (Martin Růžička, Jakub Jeřábek) 50:54' Martin Růžička (do prázdné branky) 57:27' | 1:0 2:0 3:0 3:1 4:1 5:1 | 48:14' Michal Kempný (Jan Buchtele) | Rozhodčí: Antonín Jeřábek Jakub Šindel Čároví: Michal Axman Jiří Ondráček |
| 6 min | 6 min | Tresty                  | 8 min                               | Rozhodčí: Antonín Jeřábek Jakub Šindel Čároví: Michal Axman Jiří Ondráček |
| 19 | 19 | Střely                  | 34                                  | Rozhodčí: Antonín Jeřábek Jakub Šindel Čároví: Michal Axman Jiří Ondráček |

Konečný stav série 4:2 na zápasy pro HC Oceláři Třinec.

### Semifinále

#### HC Dynamo Pardubice (1.) – HC Oceláři Třinec (6.)
| 2. dubna 2023 17:00 | HC Dynamo Pardubice | 4 : 2 (2:0, 1:1, 1:1) | HC Oceláři Třinec | Enteria arena, Pardubice Návštěvnost: 10 194 (vyprodáno) |  |

| Report | |                         | |                                                                         |
| Roman Will | Roman Will | Brankáři                | Ondřej Kacetl                                                                                                  | Rozhodčí: Tomáš Cabák Antonín Jeřábek Čároví: Michal Axman Lukáš Rampír |
| Lukáš Sedlák (Jan Košťálek, David Cienciala) 10:29' Lukáš Sedlák (Jan Košťálek) 16:10' Lukáš Radil (Robert Kousal) 35:14' Tomáš Zohorna (do prázdné branky) 59:56' | Lukáš Sedlák (Jan Košťálek, David Cienciala) 10:29' Lukáš Sedlák (Jan Košťálek) 16:10' Lukáš Radil (Robert Kousal) 35:14' Tomáš Zohorna (do prázdné branky) 59:56' | 1:0 2:0 2:1 3:1 3:2 4:2 | 29:24' Andrej Nestrašil (Adam Smith, Daniel Kurovský) 52:08' Tomáš Marcinko (Andrej Nestrašil, Martin Růžička) | Rozhodčí: Tomáš Cabák Antonín Jeřábek Čároví: Michal Axman Lukáš Rampír |
| 6 min | 6 min | Tresty                  | 10 min | Rozhodčí: Tomáš Cabák Antonín Jeřábek Čároví: Michal Axman Lukáš Rampír |
| 34 | 34 | Střely                  | 26 | Rozhodčí: Tomáš Cabák Antonín Jeřábek Čároví: Michal Axman Lukáš Rampír |

| 3. dubna 2023 18:00 | HC Dynamo Pardubice | 0 : 3 (0:1, 0:1, 0:1) | HC Oceláři Třinec | Enteria arena, Pardubice Návštěvnost: 10 194 (vyprodáno) |  |

| Report     |            |             | |                                                               |
| Roman Will | Roman Will | Brankáři    | Ondřej Kacetl | Rozhodčí: Jan Jaroš Robin Šír Čároví: Daniel Hynek Josef Špůr |
|            |            | 0:1 0:2 0:3 | 17:49' Lukáš Kaňák (Vladimír Dravecký, Daniel Voženílek) 39:06' Andrej Nestrašil (Martin Růžička, Tomáš Marcinko) 41:48' Aron Chmielewski (Libor Hudáček) | Rozhodčí: Jan Jaroš Robin Šír Čároví: Daniel Hynek Josef Špůr |
| 6 min      | 6 min      | Tresty      | 2 min | Rozhodčí: Jan Jaroš Robin Šír Čároví: Daniel Hynek Josef Špůr |
| 19         | 19         | Střely      | 22 | Rozhodčí: Jan Jaroš Robin Šír Čároví: Daniel Hynek Josef Špůr |

| 6. dubna 2023 17:00 | HC Oceláři Třinec | 2 : 1 (1:0, 0:1, 1:0) | HC Dynamo Pardubice | Werk Arena, Třinec Návštěvnost: 5 400 (vyprodáno) |  |

| Report                                                                                      |                                                                                             |             |                                       |                                                                        |
| Ondřej Kacetl                                                                               | Ondřej Kacetl                                                                               | Brankáři    | Roman Will                            | Rozhodčí: Antonín Jeřábek Jakub Šindel Čároví: Josef Špůr Petr Šimánek |
| Libor Hudáček (Vladimír Dravecký) 18:56' Erik Hrňa (Milan Doudera, Aron Chmielewski) 48:34' | Libor Hudáček (Vladimír Dravecký) 18:56' Erik Hrňa (Milan Doudera, Aron Chmielewski) 48:34' | 1:0 1:1 2:1 | 26:23' Tomáš Vondráček (Tomáš Dvořák) | Rozhodčí: Antonín Jeřábek Jakub Šindel Čároví: Josef Špůr Petr Šimánek |
| 6 min                                                                                       | 6 min                                                                                       | Tresty      | 2 min                                 | Rozhodčí: Antonín Jeřábek Jakub Šindel Čároví: Josef Špůr Petr Šimánek |
| 14                                                                                          | 14                                                                                          | Střely      | 34                                    | Rozhodčí: Antonín Jeřábek Jakub Šindel Čároví: Josef Špůr Petr Šimánek |

| 7. dubna 2023 17:00 | HC Oceláři Třinec | 0 : 2 (0:0, 0:0, 0:2) | HC Dynamo Pardubice | Werk Arena, Třinec Návštěvnost: 5 400 (vyprodáno) |  |

| Report        |               |          | |                                                                     |
| Ondřej Kacetl | Ondřej Kacetl | Brankáři | Roman Will | Rozhodčí: Daniel Pražák Adam Kika Čároví: Lukáš Rampír Michal Axman |
|               |               | 0:1 0:2  | 43:19' Lukáš Sedlák (Tomáš Hyka, David Cienciala) 59:55' Tomáš Hyka (David Cienciala, Peter Čerešňák, do prázdné branky) | Rozhodčí: Daniel Pražák Adam Kika Čároví: Lukáš Rampír Michal Axman |
| 2 min         | 2 min         | Tresty   | 6 min | Rozhodčí: Daniel Pražák Adam Kika Čároví: Lukáš Rampír Michal Axman |
| 30            | 30            | Střely   | 29 | Rozhodčí: Daniel Pražák Adam Kika Čároví: Lukáš Rampír Michal Axman |

| 10. dubna 2023 17:00 | HC Dynamo Pardubice | 2 : 4 (0:0, 2:3, 0:1) | HC Oceláři Třinec | Enteria arena, Pardubice Návštěvnost: 10 194 (vyprodáno) |  |

| Report                                                              |                                                                     |                         | |                                                                    |
| Roman Will                                                          | Roman Will                                                          | Brankáři                | Ondřej Kacetl | Rozhodčí: Adam Kika Jakub Šindel Čároví: Jiří Svoboda Daniel Hynek |
| Tomáš Zohorna (Robert Kousal) 20:50' Adam Musil (Jan Mandát) 39:58' | Tomáš Zohorna (Robert Kousal) 20:50' Adam Musil (Jan Mandát) 39:58' | 1:0 1:1 1:2 1:3 2:3 2:4 | 24:12' Karlis Čukste (Tomáš Marcinko, Jakub Jeřábek) 32:24' Martin Růžička (Aron Chmielewski) 34:00' Martin Růžička (Jakub Jeřábek) 58:33' Daniel Kurovský (Andrej Nestrašil) | Rozhodčí: Adam Kika Jakub Šindel Čároví: Jiří Svoboda Daniel Hynek |
| 11 min                                                              | 11 min                                                              | Tresty                  | 13 min | Rozhodčí: Adam Kika Jakub Šindel Čároví: Jiří Svoboda Daniel Hynek |
| 44                                                                  | 44                                                                  | Střely                  | 23 | Rozhodčí: Adam Kika Jakub Šindel Čároví: Jiří Svoboda Daniel Hynek |

| 12. dubna 2023 17:30 | HC Oceláři Třinec | 3 : 5 (0:3, 0:1, 3:1) | HC Dynamo Pardubice | Werk Arena, Třinec Návštěvnost: 5 400 (vyprodáno) |  |

| Report | |                                 | |                                                                            |
| Ondřej Kacetl (od 21. minuty Marek Mazanec) | Ondřej Kacetl (od 21. minuty Marek Mazanec) | Brankáři                        | Roman Will | Rozhodčí: Antonín Jeřábek Daniel Pražák Čároví: Jiří Ondráček Lukáš Rampír |
| Adam Smith (Libor Hudáček, Martin Marinčin) 43:04' Libor Hudáček (Karlis Čukste) 49:10' Andrej Nestrašil (Tomáš Marcinko, Martin Růžička) 53:27' | Adam Smith (Libor Hudáček, Martin Marinčin) 43:04' Libor Hudáček (Karlis Čukste) 49:10' Andrej Nestrašil (Tomáš Marcinko, Martin Růžička) 53:27' | 0:1 0:2 0:3 0:4 1:4 2:4 3:4 3:5 | 03:40' Ondřej Vála (Robert Kousal, Tomáš Zohorna) 04:42' Daniel Rákos (Peter Čerešňák, Robert Říčka) 13:13' Tomáš Vondráček (Jan Košťálek, Matej Paulovič) 38:31' Tomáš Zohorna (Robert Kousal) 58:57' Lukáš Radil (Robert Kousal, do prázdné branky) | Rozhodčí: Antonín Jeřábek Daniel Pražák Čároví: Jiří Ondráček Lukáš Rampír |
| 6 min | 6 min | Tresty                          | 10 min | Rozhodčí: Antonín Jeřábek Daniel Pražák Čároví: Jiří Ondráček Lukáš Rampír |
| 32 | 32 | Střely                          | 28 | Rozhodčí: Antonín Jeřábek Daniel Pražák Čároví: Jiří Ondráček Lukáš Rampír |

| 14. dubna 2023 17:30 | HC Dynamo Pardubice | 1 : 2 (1:1, 0:1, 0:0) | HC Oceláři Třinec | Enteria arena, Pardubice Návštěvnost: 10 194 (vyprodáno) |  |

| Report                                           |                                                  |             | |                                                                           |
| Roman Will                                       | Roman Will                                       | Brankáři    | Ondřej Kacetl                                                                                                | Rozhodčí: Antonín Jeřábek Daniel Pražák Čároví: Daniel Hynek Lukáš Rampír |
| Peter Čerešňák (Jan Mandát, Daniel Rákos) 08:30' | Peter Čerešňák (Jan Mandát, Daniel Rákos) 08:30' | 1:0 1:1 1:2 | 11:05' Erik Hrňa (Daniel Voženílek, Vladimír Svačina) 33:12' Karlis Čukste (Daniel Kurovský, Tomáš Marcinko) | Rozhodčí: Antonín Jeřábek Daniel Pražák Čároví: Daniel Hynek Lukáš Rampír |
| 4 min                                            | 4 min                                            | Tresty      | 4 min | Rozhodčí: Antonín Jeřábek Daniel Pražák Čároví: Daniel Hynek Lukáš Rampír |
| 31                                               | 31                                               | Střely      | 16 | Rozhodčí: Antonín Jeřábek Daniel Pražák Čároví: Daniel Hynek Lukáš Rampír |

Konečný stav série 4:3 na zápasy pro HC Oceláři Třinec.

### Finále

#### Mountfield HK (4.) – HC Oceláři Třinec (6.)
| 18. dubna 2023 17:00 | Mountfield HK | 2 : 4 (0:0, 0:1, 2:3) | HC Oceláři Třinec | ČPP aréna, Hradec Králové Návštěvnost: 6 890 (vyprodáno) |  |

| Report                                                                  |                                                                         |                         | |                                                                           |
| Matěj Machovský                                                         | Matěj Machovský                                                         | Brankáři                | Ondřej Kacetl | Rozhodčí: Antonín Jeřábek Jiří Ondráček Čároví: Daniel Hynek Petr Šimánek |
| Kevin Klíma (Oliver Okuliar) 41:12' Radek Smoleňák (Radek Pilař) 43:52' | Kevin Klíma (Oliver Okuliar) 41:12' Radek Smoleňák (Radek Pilař) 43:52' | 0:1 0:2 1:2 2:2 2:3 2:4 | 29:11' Daniel Kurovský (Miloš Roman, Marian Adámek) 40:50' Daniel Voženílek (Marko Daňo) 48:43' Daniel Voženílek (Marko Daňo) 59:21' Vladimír Dravecký (Andrej Nestrašil) | Rozhodčí: Antonín Jeřábek Jiří Ondráček Čároví: Daniel Hynek Petr Šimánek |
| 4 min                                                                   | 4 min                                                                   | Tresty                  | 4 min | Rozhodčí: Antonín Jeřábek Jiří Ondráček Čároví: Daniel Hynek Petr Šimánek |
| 29                                                                      | 29                                                                      | Střely                  | 23 | Rozhodčí: Antonín Jeřábek Jiří Ondráček Čároví: Daniel Hynek Petr Šimánek |

| 19. dubna 2023 17:00 | Mountfield HK | 1 : 2 PP (0:1, 1:0, 0:0 — 0:1) | HC Oceláři Třinec | ČPP aréna, Hradec Králové Návštěvnost: 6 890 (vyprodáno) |  |

| Report                                          |                                                 |             | |                                                                  |
| Matěj Machovský                                 | Matěj Machovský                                 | Brankáři    | Ondřej Kacetl | Rozhodčí: Robin Šír Peter Stano Čároví: Jiří Ondráček Josef Špůr |
| Aleš Jergl (Oliver Okuliar, Kevin Klíma) 22:02' | Aleš Jergl (Oliver Okuliar, Kevin Klíma) 22:02' | 0:1 1:1 1:2 | 08:55' Martin Růžička (Daniel Voženílek, Andrej Nestrašil) 70:44' Daniel Voženílek (Aron Chmielewski, Marko Daňo) | Rozhodčí: Robin Šír Peter Stano Čároví: Jiří Ondráček Josef Špůr |
| 4 min                                           | 4 min                                           | Tresty      | 6 min | Rozhodčí: Robin Šír Peter Stano Čároví: Jiří Ondráček Josef Špůr |
| 29                                              | 29                                              | Střely      | 24 | Rozhodčí: Robin Šír Peter Stano Čároví: Jiří Ondráček Josef Špůr |

| 22. dubna 2023 17:00 | HC Oceláři Třinec | 1 : 0 (0:0, 1:0, 0:0) | Mountfield HK | Werk Arena, Třinec Návštěvnost: 5 400 |  |

| Report                               |                                      |          |                 |                                                                        |
| Ondřej Kacetl                        | Ondřej Kacetl                        | Brankáři | Matěj Machovský | Rozhodčí: Antonín Jeřábek Daniel Pražák Čároví: Josef Špůr Michal Zíka |
| Marko Daňo (Aron Chmielewski) 20:54' | Marko Daňo (Aron Chmielewski) 20:54' | 1:0      |                 | Rozhodčí: Antonín Jeřábek Daniel Pražák Čároví: Josef Špůr Michal Zíka |
| 6 min                                | 6 min                                | Tresty   | 4 min           | Rozhodčí: Antonín Jeřábek Daniel Pražák Čároví: Josef Špůr Michal Zíka |
| 22                                   | 22                                   | Střely   | 30              | Rozhodčí: Antonín Jeřábek Daniel Pražák Čároví: Josef Špůr Michal Zíka |

| 23. dubna 2023 17:00 | HC Oceláři Třinec | 1 : 2 PP (0:1, 1:0, 0:0 — 0:1) | Mountfield HK | Werk Arena, Třinec Návštěvnost: 5 400 (vyprodáno) |  |

| Report                                                 |                                                        |             |                                                                       |                                                                   |
| Ondřej Kacetl                                          | Ondřej Kacetl                                          | Brankáři    | Matěj Machovský                                                       | Rozhodčí: Jan Hribik Robin Šír Čároví: Jiří Ondráček Jiří Svoboda |
| Marian Adámek (Libor Hudáček, Daniel Voženílek) 24:19' | Marian Adámek (Libor Hudáček, Daniel Voženílek) 24:19' | 0:1 1:1 1:2 | 18:07' Bohumil Jank (Aleš Jergl) 60:34' Radovan Pavlík (Bohumil Jank) | Rozhodčí: Jan Hribik Robin Šír Čároví: Jiří Ondráček Jiří Svoboda |
| 4 min                                                  | 4 min                                                  | Tresty      | 8 min                                                                 | Rozhodčí: Jan Hribik Robin Šír Čároví: Jiří Ondráček Jiří Svoboda |
| 30                                                     | 30                                                     | Střely      | 23                                                                    | Rozhodčí: Jan Hribik Robin Šír Čároví: Jiří Ondráček Jiří Svoboda |

| 26. dubna 2023 17:00 | Mountfield HK | 3 : 0 (1:0, 1:0, 1:0) | HC Oceláři Třinec | ČPP aréna, Hradec Králové Návštěvnost: 6 890 (vyprodáno) |  |

| Report | |             |               |                                                                             |
| Matěj Machovský | Matěj Machovský | Brankáři    | Ondřej Kacetl | Rozhodčí: Antonín Jeřábek Daniel Pražák Čároví: Miroslav Lhotský Josef Špůr |
| Patrik Miškář (Ethan Werek, Radovan Pavlík) 00:27' Radek Pilař (Oliver Okuliar, Graeme McCormack) 36:56' Marek Zachar (Oliver Okuliar, do prázdné branky) 57:49' | Patrik Miškář (Ethan Werek, Radovan Pavlík) 00:27' Radek Pilař (Oliver Okuliar, Graeme McCormack) 36:56' Marek Zachar (Oliver Okuliar, do prázdné branky) 57:49' | 1:0 2:0 3:0 |               | Rozhodčí: Antonín Jeřábek Daniel Pražák Čároví: Miroslav Lhotský Josef Špůr |
| 12 min | 12 min | Tresty      | 6 min         | Rozhodčí: Antonín Jeřábek Daniel Pražák Čároví: Miroslav Lhotský Josef Špůr |
| 28 | 28 | Střely      | 30            | Rozhodčí: Antonín Jeřábek Daniel Pražák Čároví: Miroslav Lhotský Josef Špůr |

| 28. dubna 2023 17:00 | HC Oceláři Třinec | 4 : 1 (1:0, 0:0, 3:1) | Mountfield HK | Werk Arena, Třinec Návštěvnost: 5 400 (vyprodáno) |  |

| Report | |                     |                                       |                                                                   |
| Ondřej Kacetl | Ondřej Kacetl | Brankáři            | Matěj Machovský                       | Rozhodčí: Jan Hribik Robin Šír Čároví: Jiří Ondráček Daniel Hynek |
| Martin Marinčin (Daniel Voženílek) 13:56' Libor Hudáček (Daniel Voženílek, Andrej Nestrašil) 56:43' Andrej Nestrašil (Jakub Jeřábek, do prázdné branky) 58:12' Marko Daňo (Petr Vrána, Adam Smith, do prázdné branky) 58:48' | Martin Marinčin (Daniel Voženílek) 13:56' Libor Hudáček (Daniel Voženílek, Andrej Nestrašil) 56:43' Andrej Nestrašil (Jakub Jeřábek, do prázdné branky) 58:12' Marko Daňo (Petr Vrána, Adam Smith, do prázdné branky) 58:48' | 1:0 1:1 2:1 3:1 4:1 | 46:08' Mislav Rosandić (Filip Pavlík) | Rozhodčí: Jan Hribik Robin Šír Čároví: Jiří Ondráček Daniel Hynek |
| 2 min | 2 min | Tresty              | 4 min                                 | Rozhodčí: Jan Hribik Robin Šír Čároví: Jiří Ondráček Daniel Hynek |
| 32 | 32 | Střely              | 20                                    | Rozhodčí: Jan Hribik Robin Šír Čároví: Jiří Ondráček Daniel Hynek |

Konečný stav série 4:2 na zápasy pro HC Oceláři Třinec.

### Statistiky HC Oceláři Třinec
| Základní část | Základní část | Základní část | Základní část | Play off | Play off | Play off | Play off |
| Ročník        | Útočníci      | Obránci       | Brankáři      | Útočníci | Obránci  | Brankáři |          |
| ------------- | ------------- | ------------- | ------------- | -------- | -------- | -------- | -------- |
| 2022/2023     | Zde           | Zde           | Zde           | Zde      | Zde      | Zde      |          |